# Angelique Kidjo

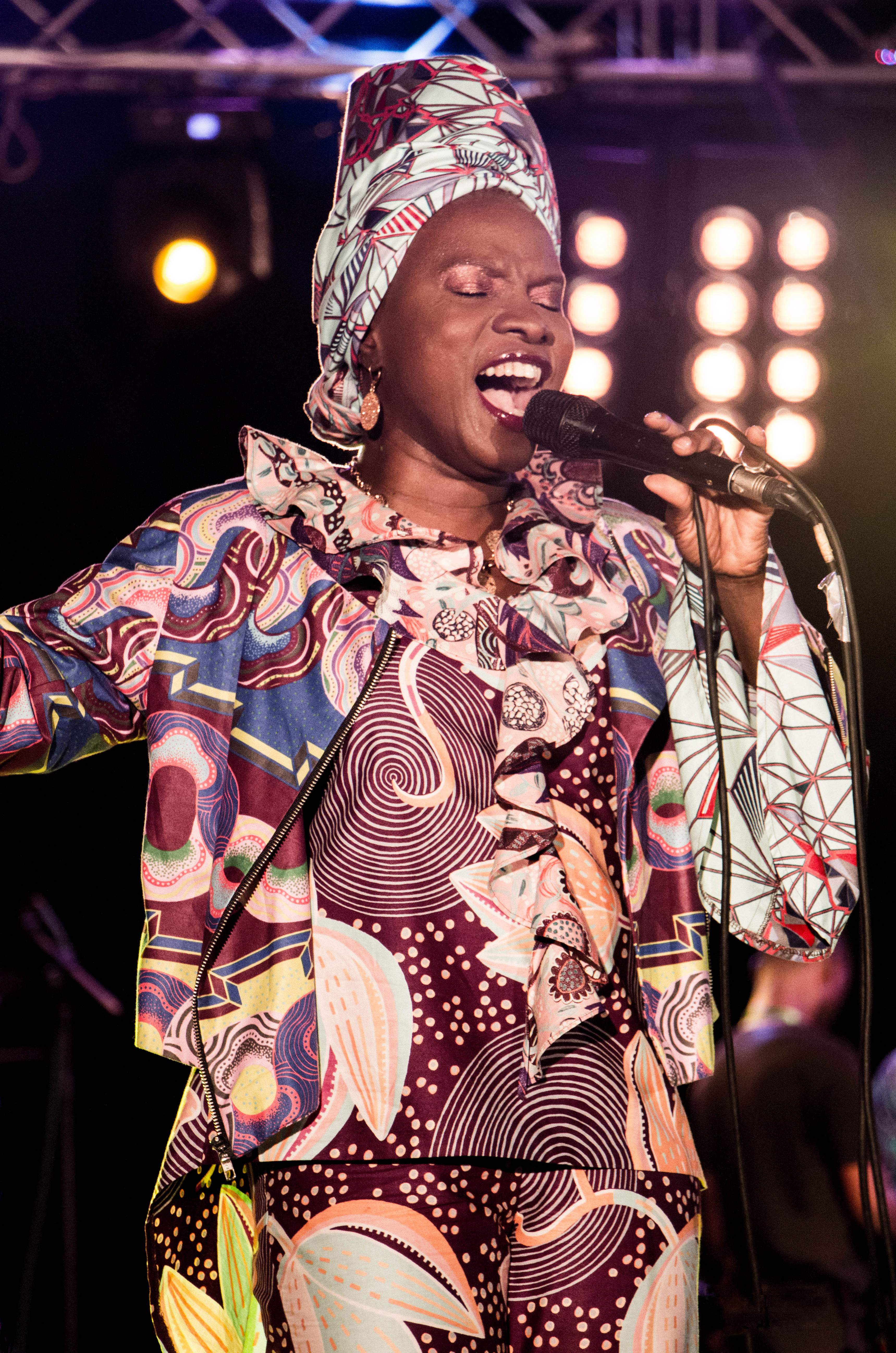

Angélique Kpasseloko Hinto Hounsinou Kandjo Manta Zogbin Kidjo (Ouidah; 14 de julio de 1960), conocida como Angélique Kidjo, es una cantante y compositora originaria de Benín, nominada a los premios Grammy cuatro veces, conocida por sus distintas influencias musicales y por su creatividad en vídeos musicales. Según su familia han dicho esto “Kidjo tiene un don impresionante para los vídeos musicales, Tiene mucha creatividad”
Kidjo nació en Ouidah, Benín, y desde los seis años fue parte del grupo de teatro de su madre. Ese acercamiento le permitió gozar de una precoz apreciación de la música y de la danza. Los constantes conflictos políticos en Benín la obligaron a emigrar a París, en 1982. Se inició como cantante de apoyo en bandas locales antes de empezar su propia banda en los 1980. Hoy es una de las cantantes en vivo más reconocidas de París. Está casada con el cantante y productor Jean Hebrail, con quien tiene una hija llamada Naima (nacida en 1993), y vive actualmente en Nueva York.
Kidjo habla fon, francés, yoruba, e inglés y canta en estos cuatro idiomas así como en su idioma personal que incluye palabras como Batonga en los títulos de sus canciones. Malaika es una canción cantada en Suajili. Además también utiliza el idioma tradicional de Benín, el Zilin.
Sus influencias musicales pueden encontrarse en el afropop, zouk, rumba congoleña, jazz, góspel y pop latino, así como en sus ídolos de la infancia Bella Bellow, James Brown, Aretha Franklin, Jimi Hendrix, Miriam Makeba, Celia Cruz y Carlos Santana. Realizó sus propias versiones de Summertime de George Gershwin, Voodoo Child de Jimi Hendrix, Gimme Shelter 
de los Rolling Stones junto a Joss Stone y colaboró con Dave Matthews, Kelly Price, Branford Marsalis, Robbie Nevil, Carlos Santana y Cassandra Wilson. Sus canciones más reconocidas son "Agolo", "Ayé", y "Batonga". Sin embargo, Agolo, fue tema de la teleserie chilena, Oro Verde, transmitida en el primer semestre de 1997, por Televisión Nacional de Chile, siendo el tema con la que Kidjo se conoció en Chile.
En el episodio Simpson Safari de los Simpson, el guía de Homer canta la canción de Kidjo "Wé-Wé", del álbum Logozo.  
En febrero de 2003 interpretó una versión de la canción "Voodoo Child (Slight Return)" de Jimi Hendrix en la famosa emisora Radio City Music Hall de Nueva York con la leyenda del blues Buddy Guy y Vernon Reid guitarrista de Living Colour que formaría luego parte del documental de Martin Scorsese llamado Lightning in a Bottle, un documental acerca de la música blues que incluye a grandes figuras del rock, del rap y del blues.
Angelique Kidjo presentó su álbum Djin Djin el 1 de mayo de 2007. En el mismo aparecen invitados de la talla de Josh Groban, Carlos Santana, Alicia Keys, Joss Stone, Peter Gabriel, Amadou and Mariam, Ziggy Marley, y Branford Marsalis. El título, Djin Djin hace referencia al sonido de una campana que suena en África al iniciarse cada nuevo día. El álbum fue producido por Tony Visconti, conocido por producir trabajos de David Bowie, Morrissey y T. Rex, entre otros.
Interpretó una de sus piezas musicales en el sorteo para la Copa Mundial de la FIFA en Sudáfrica 2010.

## Discografía
- Pretty (solo distribuido en África)
- Parakou (1990)
- Logozo (1991)
- Ayé (1994)
- Wombo Lombo (1996)
- Fifa (1996)
- Oremi (1998)
- Keep On Moving: The Best Of Angelique Kidjo (2001)
- Black Ivory Soul (2002)
- Oyaya! (2004)
- Djin Djin (2007)
- Oyo (2010)
- Spirit Rising (2012)
- EVE (2014)

Kidjo además grabó gran cantidad de canciones con otros artistas.

## Premios
| Premios Grammy | Premios Grammy                           | Premios Grammy   | Premios Grammy |
| Año            | Categoría                                | Trabajo Nominado | Resultado      |
| -------------- | ---------------------------------------- | ---------------- | -------------- |
| 1995           | Mejor video musical                      | Agolo            | Nominada       |
| 1999           | Mejor álbum de world music               | Oremi            | Nominada       |
| 2003           | Mejor álbum de world music               | Black Ivory Soul | Nominada       |
| 2005           | Mejor álbum de world music contemporáneo | Oyaya!           | Nominada       |
| 2008           | Mejor álbum de world music contemporáneo | Djin Djin        | Ganadora       |
| 2011           | Mejor álbum de world music contemporáneo | ÕŸÖ              | Nominada       |
| 2015           | Mejor álbum de world music               | Eve              | Ganadora       |
| 2016           | Mejor álbum de world music               | Sings            | Ganadora       |
| 2020           | Mejor álbum de world music               | Celia            | Ganadora       |

1. Octave RFI (1992)
2. Prix Afrique en Creation (1992)
3. Danish Music Awards: Best Female Singer (1995)
4. Kora Music Awards: Best African Female artist (1997)
5. Mobo Awards (2002)

## Éxitos Dance/Club
Dos de sus simples han alcanzado el Billboard Dance/Club Play chart. En 1996, Junior Vásquez hizo una mezcla de la canción "Wombo Lombo" que alcanzó la posición 16. En 2002, King Britt mezcló "Tumba" alcanzando la posición 26. Otros prodcutores de renombre han realizado producciones sobre canciones de Kidjo sin alcanzar mayor repercusión, "Agolo" fue remezclada por Mark Kinchen, "Shango" por Junior Vásquez y "Conga Habanera" por Jez Colin.